# Ulica Józefa Poniatowskiego w Lublinie
Ulica Józefa Poniatowskiego w Lublinie – arteria komunikacyjna w Lublinie o długości ok. 600 m. Łączy ona Al. Racławickie z węzłem Poniatowskiego nad al. Solidarności w kierunku al. M. Smorawińskiego. Ulica na przeważającej części składa się z jednej jezdni z jednym lub dwoma pasami ruchu w każdą stronę, dopiero niedługo przed węzłem drogowym rozdziela się na dwie jezdnie. Przy ulicy znajduje się m.in. Galeria Labirynt i XXIII Liceum Ogólnokształcące im. Nauczycieli Tajnego Nauczania.
W 2021 wykonano prace budowlane powiązane z przebudową Al. Racławickich. Przy ul. Poniatowskiego zbudowano nowy gazociąg podłączony do centralnej rozdzielni zlokalizowanej w okolicy węzła Poniatowskiego. Prace objęły też budowę nowej jezdni, chodnika, drogi rowerowej i zatoki autobusowej.

## Komunikacja miejska
Ulicą Poniatowskiego kursują następujące linie autobusowe komunikacji autobusowej w Lublinie: na odcinku od ul. Popiełuszki do węzła Poniatowskiego: 15, 15 bis (dawniej), 55, N3 (nocna).